# Margarita Saldaña Hernández
Margarita Saldaña Hernández (Ciudad de México; 19 de febrero de 1964) es una política mexicana, miembro del Partido Acción Nacional, que fungió como alcaldesa de Azcapotzalco para el periodo de 2021 a 2024.

## Biografía
Margarita Saldaña es Licenciada en Escultura por el INBA, cuenta con una maestría por el IPADE y actualmente cursa la Maestría en Derecho Administrativo en la UNAM, ingresó al PAN en 1982 y desde entonces ha ocupado diversos cargos al interior del partido, fue candidata por primera vez en 1991. Se desempeñó como Secretaria Técnica de la Comisión de Derechos Humanos en la Asamblea Legislativa del Distrito Federal de 1994 a 1997.
En 1997 fue electa diputada local, donde presentó diversas iniciativas que fueron aprobadas por unanimidad como: una nueva forma de elección del presidente de la Comisión de Derechos Humanos del Distrito Federal, la creación del Instituto de Ciencia y Tecnología del Distrito Federal, y la homologación de los defensores de oficio con el Ministerio Público. En la Asamblea Legislativa del Distrito Federal fue presidenta de la Comisión de Ciencia y Tecnología, vicepresidente de la Comisión de Cultura e integrante de la Comisión de Derechos Humanos.
En el año 2000 fue electa jefa delegacional en Azcapotzalco, durante los tres años que duró su encargo fue calificada por el Periódico Reforma como la mejor jefa delegacional de los 16 del D.F.
Azcapotzalco fue la primera delegación en cambiar las luminarias antiguas por lámparas ahorradoras de energía, se innovó con la primera Central de Monitoreo de Emergencias de Seguridad Pública, con más de 18 mil alarmas ubicadas directamente en los domicilios de los ciudadanos. Cabe resaltar que se construyó además el Primer Museo de Arte Tridimensional en México y el Museo Regional de Azcapotzalco.
Margarita Saldaña fue diputada federal plurinominal por primera ocasión de 2003 a 2006 en la LIX Legislatura, donde participó en las comisiones del Distrito Federal, Ciencia y Tecnología, Gobernación y Puntos Constitucionales y Desarrollo Metropolitano.
Durante el sexenio del presidente Felipe Calderón Hinojosa fungió como titular de la Delegación Sur del IMSS en el Distrito Federal, donde tuvo a su encargo  la dirección general de la administración de las prestaciones médicas, prestaciones sociales y afiliación y cobranza, destacando la puesta en marcha del Hospital Regional de Traumatología de Villa Coapa y la interacción que en su momento tuvo con diferentes sindicatos. En octubre de 2009 es designada Subdirectora de la Coordinación de Regiones del Fideicomiso para el Ahorro de Energía Eléctrica.
Como diputada federal fue integrante de la LXII Legislatura del Congreso de la Unión de México, misma en la que se desempeñó como Presidente de la Comisión de Cultura y Cinematografía destacando pro la presentación de las iniciativas para crear la Secretaría de Cultura y la Ley General de Cultura. En el año 2016 participa como diputada a la Asamblea Constituyente de la Ciudad de México.
De 2018 a 2021 se desempeñó como diputada local en la I Legislatura del Congreso de la Ciudad de México, ocupando la presidencia de la mesa directiva de dicho órgano legislativo durante el tercer año de la legislatura. En 2021 fue postulada como candidata a la alcaldía de Azcapotzalco por la coalición Va por México, conformada por los partidos: Acción Nacional, Revolucionario Institucional y de la Revolución Democrática, logrando el triunfo en las elecciones del 6 de junio con más de 89 mil votos. Para 2024 busca la reelección por el mismo cargo.